# Federación Uruguaya de Basketball
Der Uruguayische Basketballverband ist der offizielle Basketballverband in Uruguay. Er hat seinen Sitz in Montevideo.

## Geschichte und Aufgaben
Der Verband hat sich 1915 gegründet und ist seit 1936 Mitglied der Fédération Internationale de Basketball (FIBA) und damit auch der FIBA America (1975). Präsident des Verbandes ist zur Zeit Hector Assir. Ignazio Lopez ist zu Zeit Generalsekretär.
Der Verband ist für die Organisation, Leitung und Entwicklung des Basketballsports in Uruguay verantwortlich. Der Verband vertritt den Basketball gegenüber Behörden sowie nationalen und internationalen Sportorganisationen. Zusätzlich verteidigt der Verband auch die moralischen und materiellen Interessen des Uruguayischen Basketballs. Der Verband organisiert die nationalen Meisterschaften und ist für Uruguayische Basketballnationalmannschaft der Herren und die Uruguayische Basketballnationalmannschaft der Damen verantwortlich.

## Informationen zum Verband
| Kriterium                   | Fakten                      |
| --------------------------- | --------------------------- |
| Abkürzung                   | FUBB                        |
| Gründungsjahr des Verbandes | 1915                        |
| Jahr des FIBA-Beitritts     | 1936                        |
| Kontinentaler Verband       | FIBA-Americas (1975)        |
| Sitz des Verbandes          | Montevideo                  |
| Präsident                   | Hector Assir                |
| Generalsekretär             | Ignacio Lopez               |
| Sonstiges                   |                             |
| Höchste Liga                | Liga Uruguaya de Basquetbol |